# Birán
Birán és una petita localitat del municipi de Mayarí, a la província d'Holguín (Cuba). Està situada a 20 kilòmetres al sud-oest de Mayarí i a 9 kilòmetres al sud de Cueto, prop de la Sierra de Nipe, a 66 metres sobre el nivell del mar.
Birán és coneguda per haver estat el lloc de naixement de Fidel Castro el 1926 i del seu germà Raúl el 1931. El pare de Castro havia tingut una plantació en aquesta població.